# الأربعاء (ولاية تيسمسيلت)
الأربعاء بلدية تابعة دائرة الأزهرية ولاية تيسمسيلت تقع بين برج بونعامة وبوقايد يقطنها حوالي 2600 نسمة